# Alej Doubrava
Alej Doubrava je alej památných stromů. Alej začíná v jižní části Doubravy, místní části obce Lipová (okres Cheb) a končí ve východní části Doubravy u komunikace Doubrava – Mýtina v okrese Cheb v Karlovarském kraji. Tvoří ji 29 stromů, ale chráněno jich je 20. Původně bylo chráněno 21 stromů, ale v roce 1998 byla zrušena ochrana 1 lípy, která byla skácena 13. 3. 1998. Chráněno je 11 dubů letních (Quercus robur) a 9 lip malolistých (Tilia cordata). Nejmohutnější 33 m vysoký dub ve střední části stromořadí je třetí nejvyšší chráněný dub v kraji. Za památnou byla alej vyhlášena v roce 1985 jako krajinná dominanta a významný krajinný prvek. 

## Stromy v okolí
- Doubravský buk
- Buk lesní a dub letní v Doubravě
- Valdštejnův dub
- Lípa v Salajně